# Римик Богдан
Богда́н Ри́мик (псевдо: «Ханенко»; 11 квітня 1922, смт. Перегінське, Долинський повіт, Станиславівське воєводство — 22 червня 1945, с. Сухий Потік, тепер Козівська сільська громада, Стрийський район, Львівська область) — командир сотні УПА «Хорти», куреня «Промінь».

## Життєпис
Народився 11 квітня 1922 року в с. Перегінське Долинського повіту Станиславівського воєводства (тепер Рожнятівського району Івано-Франківської області) в селянській родині. Закінчив на відмінно школу, продовжив навчання в Долинській гімназії, вступив до Юнацтва ОУН. У квітні 1943 р. за завданням ОУН  вступив до дивізії «Галичина», пройшов підстаршинський вишкіл у м. Гайдельберг.
Приїхав додому у відпустку, з якої не повернувся в частину, а приєднався до повстанських відділів. У березні-липні 1944 р. пройшов вишкіл у Старшинській школі «Олені-1», після чого зарахований до старшин-інструкторів Старшинської школи «Олені-2». Далі направлений у розпорядження командира військово-польової жандармерії Калуської округи ОУН «Зміюки» (Ярослава Вітовського), який скерував його формувати повстанський відділ. Пізніше переведений у теренову мережу Калуської округи ОУН для мобілізаційної роботи. У травні 1945 р. призначений командиром сотні «Хорти» (відділ 87), тоді ж очолив курінь «Промінь» у рейді на Сколівщину. 
Загинув у рейді в бою 22 червня 1945 р. біля с. Сухий Потік Боринського району Дрогобицької області (тепер — Сколівського р-ну Львівської обл.). Похований на місцевому цвинтарі.
Булавний (?), посмертно надано ступінь хорунжого.